# Трудівська сільська рада (Росія)
Тру́дівська сільська рада (рос. Трудовский сельский совет) — сільське поселення у складі Звіриноголовського району Курганської області Росії.
Адміністративний центр — село Труд і Знаніє.
Населення сільського поселення становить 524 особи (2017; 681 у 2010, 896 у 2002).

## Склад
До складу сільського поселення входять:
| Населений пункт     | Населення, осіб (2002) | Населення, осіб (2010) |
| ------------------- | ---------------------- | ---------------------- |
| Лебедєвка, присілок | 121                    | 66                     |
| Сєверний, присілок  | 97                     | 41                     |
| Труд і Знаніє, село | 678                    | 574                    |